# Wolfgang Pfeifer (Politiker)
Rudolf Wolfgang Pfeifer (* 28. September 1946 in Leisnig) ist ein deutscher Politiker (CDU). Er war von 1994 bis 2009 Mitglied des Sächsischen Landtags.

## Leben und Beruf
Wolfgang Pfeifer besuchte die Allgemeinbildende Polytechnische Oberschule und schloss diese nach der 10. Klasse ab. Es folgte eine Ausbildung zum Papiermacher in Golzern von 1963 bis 1965. In den Jahren 1966 bis 1969 besuchte er die Ingenieurschule für Papier- und Verpackungstechnik in Altenburg und arbeitet danach ab 1970 als Betriebsingenieur. Er absolvierte von 1974 bis 1976 ein Teilstudium in Wirtschaftsrecht an der Humboldt-Universität zu Berlin. Von 1980 bis 1986 folgte dann ein juristisches Hochschulstudium an derselben Universität. 
Nach der Wiedervereinigung wurde er von 1990 bis 1995 Werkleiter/Betriebsleiter, wobei das Beschäftigungsverhältnis kurz nach seinem Mandatsantritt seit Januar 1995 ruht. Seit 1994 ist er zudem als Rechtsanwalt tätig. Er ist verheiratet, hat drei Kinder und ist in der evangelischen Kirche.

## Politik
Wolfgang Pfeifer ist seit August 1990 CDU-Mitglied. Innerhalb seiner Partei ist er seit 1991 Vorstandsmitglied und war von 1995 bis 2008 Kreisvorsitzender der CDU Döbeln. Auf Kommunaler Ebene war er von 1990 bis 2008 Kreistagsabgeordneter im Kreis Döbeln.
Von 1994 bis 2009 war Pfeifer über ein Direktmandat im Wahlkreis Döbeln Mitglied des Sächsischen Landtags. Dort gehörte er dem Ausschuss für Wirtschaft, Arbeit und Verkehr, dem Verfassungs-, Rechts- und Europaausschuss, dem Wahlprüfungsausschuss sowie dem Haushalts- und Finanzausschuss an. Bei der Landtagswahl 2009 wurde statt Pfeifer Sven Liebhauser als Kandidat für das Direktmandat im Wahlkreis Döbeln aufgestellt. Lieberhauser gewann das Mandat, Pfeifer schied mit Ablauf der 4. Legislaturperiode aus dem Landtag aus.
Neben seinem parteipolitischen Engagement ist er seit Wiedergründung 1992 Präsident der Privilegierten Bürgerschützengesellschaft Leisnig 1421 e. V. und Mitglied des Lions Club Döbeln.